# Baie de Melville

La baie de Melville (groenlandais : Qimusseriarsuaq) est une baie de l'ouest du Groenland. Elle s'ouvre sur la mer de Baffin. Depuis 1980, c'est une aire protégée (Melville Bay Wildlife Sanctuary) spécialement destinée à la protection des bélugas, narvals, phoques et ours polaires.

## Histoire
Le Vega y aurait coulé en 1903.
Au XIXe siècle, la baie de Melville était un lieu important de pêche pour les baleiniers.

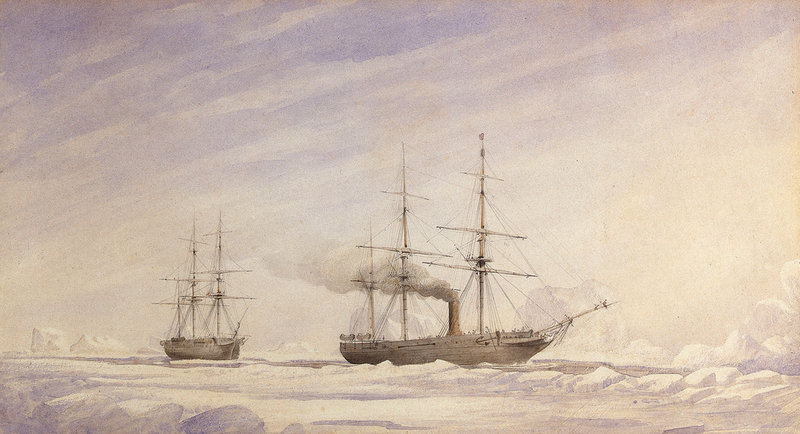
Deux navires dans la baie de Melville par Edward Augustus Inglefield.
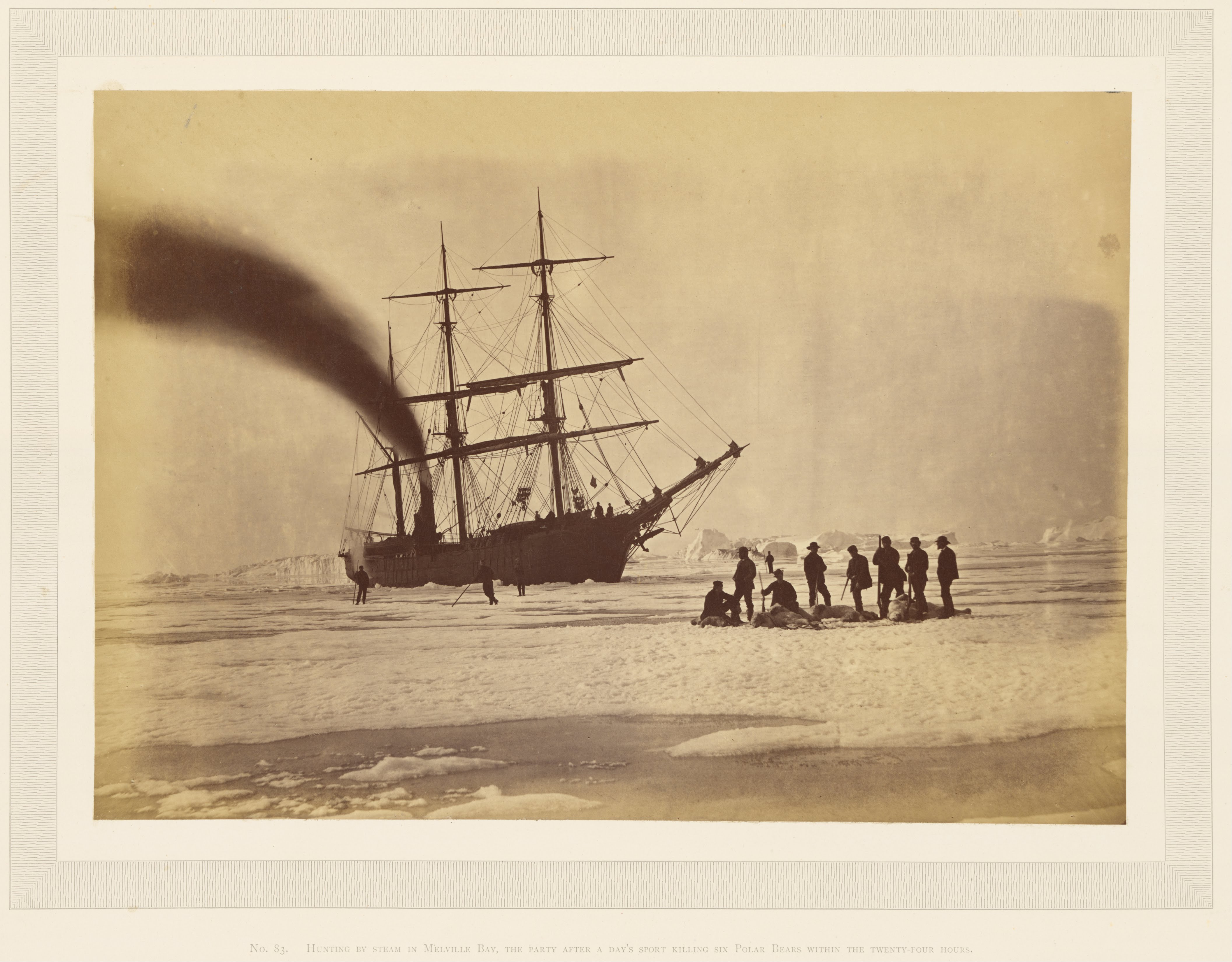
Photographie de 1869 montrant un bateau à vapeur et une chasse à l'ours.
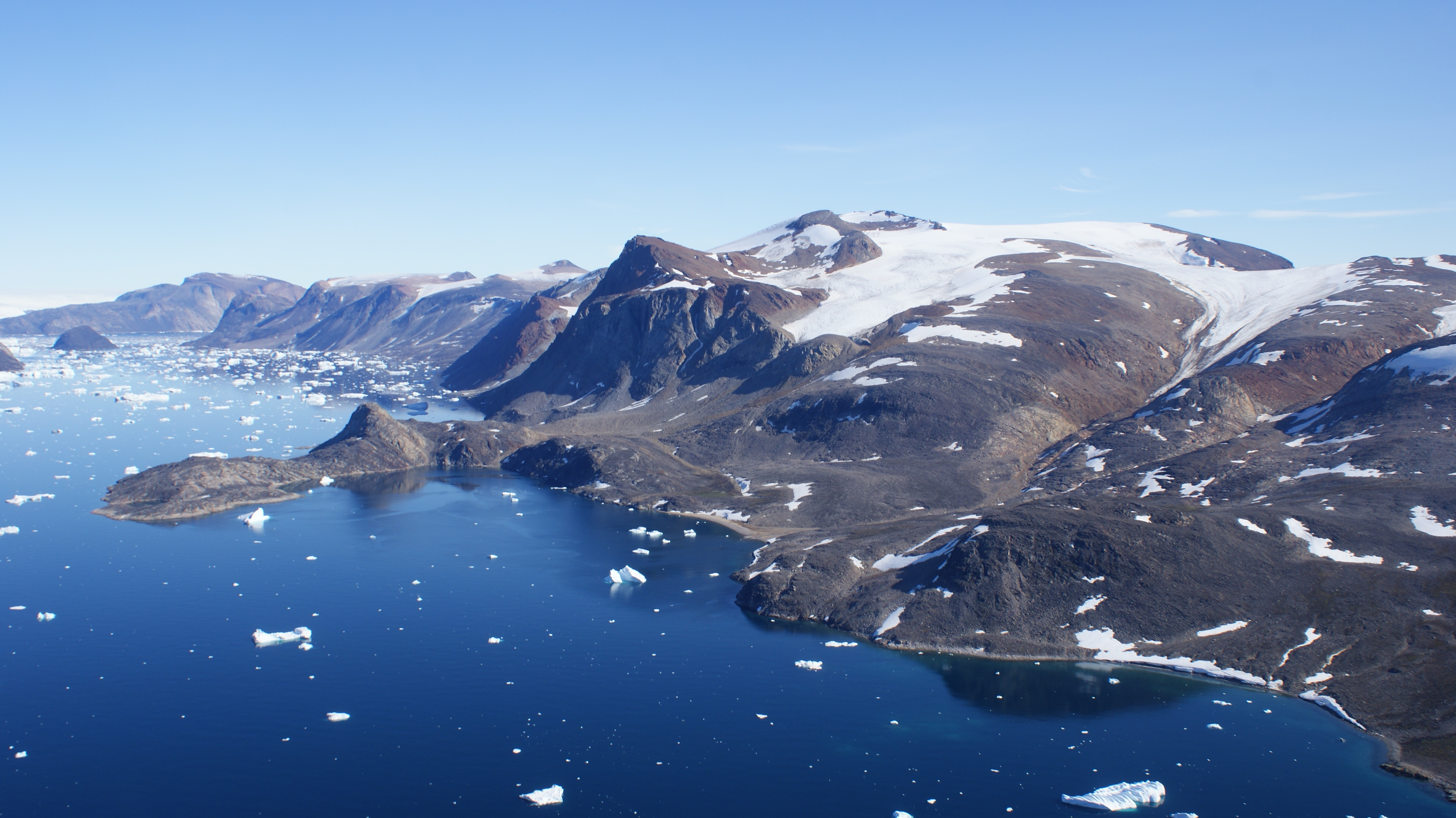
Île de Kiatassuaq, dans le sud de la baie.